# Ruta 68 (Chile)
Die Ruta 68 (kurz CH-68, auch bekannt als Camino a Valparaíso) ist eine Nationalstraße in den Regionen Valparaíso und Metropolitana de Santiago im Zentrum Chiles. Die Ruta wurde 1971 eingeweiht und beginnt in Santiago und endet am Hafen von Valparaíso und hat eine Alternative von Agua Santa (10 km vor ihrem Ende) bis Viña del Mar. Sie steht unter der Verwaltung der Autopista del Pacífico.
Sie hat einen großen Einfluss auf die Lebensweise vieler Chilenen gehabt, da sie zwei der drei einwohnerstärksten Städte des Landes verbindet. So kurz wie möglich und mit einer Bergkette in der Mitte ist die Ruta die einzige einfache Möglichkeit, zwischen Valparaíso und Santiago zu reisen. Die Industrie des Personenfernverkehrs überland genießt Vorteile aus dieser Situation und macht diese Ruta mit aktuelle etwa 1,5 Millionen Nutzern zur meistbefahrenen Straße des Landes.
Besonders in der Sommerzeit und um den Neujahrstag und langen Wochenenden übernimmt diese Ruta durch den touristischen Charakter der Región de Valparaíso und der Küste eine wichtige Rolle.
Mit einem sehr hohen Verkehrsaufkommen, das mit bis zu 125.000 Fahrzeugen an einem Tag deutlich über die Kapazitätsgrenzen der Ruta hinausgeht, werden auch gegebenenfalls alle Spuren in die benötigte Richtung freigegeben; sogenanntes System 3×1 oder 4×1.
Auf der Höhe von Casablanca befindet sich das Santuario de la Virgen de Lo Vásquez, zu dessen Feierlichkeiten für die Jungfrau Maria regelmäßig Gläubige zu Fuß auf der Ruta pilgern. Dazu wird die Straße für den Verkehr gesperrt, speziell am Tag der Inmaculada Concepción.
Zwei Tunnel liegen auf dieser Landstraße. Der Tunnel Lo Prado mit einer Länge von 2.886 m, erbaut im Jahre 1970 und der Tunnel Zapata.
Weitere Attraktionen nahe der Strecke sind der See Lago Peñuelas, dessen Ufer man von der Landstraße aus sehen kann, das Naturschutzgebiet Reserva nacional Lago Peñuelas und das Viaducto Marga Marga. Ferner verläuft die Ruta del Vino auch entlang der Ruta 68, und so liegen hier auch eine Reihe von Weingütern im Valle de Casablanca.

## Geschichte
Es waren die Spanier, die begannen, eine Reihe von Verbindungswegen erbauen. Einer davon, der Weg Camino de las Cuestas, verband Santiago mit Valparaíso und begann in der Straße San Pablo. Er führte über die Pässe Lo Prado und Zapata mit einer üblichen Rast im dazwischen liegenden Curacaví. 1795 wurde mit dem Ausbau dieses Weges für die Nutzung mit Fuhrwerken begonnen. Um dieses Großbauwerk zu finanzieren, wurde eine Mautstelle am Stadtrand von Valparaiso eingerichtet, welche die erste in Chile war. Die auch Camino Real oder Caracol genannte Straße wurde dann 1802 unter der Regierung von Ambrosio O’Higgins eingeweiht. Der Architekt war Joaquín Toesca.
Diese Ruta ist eine wichtige natürliche Verkehrsachse zwischen Valparaíso und Santiago gewesen. Zu dieser Zeit war der Transport im Allgemeinen viehgetrieben und eine Strecke dauerte etwa zwei Tage.
Im Jahre 1937 begann der Betrieb der Strecke Santiago – Valparaíso für Kraftfahrzeuge über den Barriga-Pass, der den steilen Lo Prado-Pass ersetzte, und durch den Zapata-Tunnel, der unterhalb vom Zapata-Pass liegt. Im Jahre 1979 wurde der Lo Prado-Tunnel eingeweiht. Dadurch verkürzte sich die Strecke unter Auslassung des Barriga-Passes.
Die Privatverwaltung begann am 10. August 1999 mit einer maximalen Laufzeit von 25 Jahren. Die Ruta wurde zu einer Autobahn ausgebaut. Im November 2002 begann der provisorische Betrieb, am 14. April 2004 begann endgültig die Konzession.